# ジビュレ・フォン・ユーリヒ＝クレーフェ＝ベルク (1557-1627)
ジビュレ・フォン・ユーリヒ＝クレーフェ＝ベルク（Sibylle von Jülich-Kleve-Berg, 1557年8月26日 - 1627年12月16日）は、ドイツ・シュヴァーベン地方の領主夫人。ブルガウ辺境伯カールの妻。

## 生涯
ユーリヒ＝クレーフェ＝ベルク公ヴィルヘルム5世と、その2番目の妻で神聖ローマ皇帝フェルディナント1世の娘であるマリアの間の第6子、五女として生まれた。1592年の父の死に伴い、精神を病んだ弟ヨハン・ヴィルヘルムが家督を継承すると、デュッセルドルフ宮廷の主導権をめぐって弟の妻である公爵夫人ヤコベ・フォン・バーデンと争った。政争に敗れ、ヤコベが1597年に死ぬまでは牢獄に監禁されていたが、ジビュレは義妹ヤコベの謎の変死に関わっていたと言われている。
1601年3月4日、母方の従弟にあたるブルガウ辺境伯カールと結婚した。ジビュレは1618年に夫と死別するまで、ギュンツブルク宮廷の女主人として華やかな生活を送り、音楽家たちのパトロンになった。結婚した時点で夫婦とも40歳を過ぎていたために子供は無く、夫の死後はその所領はハプスブルク家領に戻された。1627年に亡くなり、ギュンツブルクのカプチン会教会（Kapuzinerkirche）に葬られた。